# بحيرة مينغو
بحيرة مينغو هي بحيرة متقطعة في جنوب شرق الجزائر. وُصفت في  الرحلة الاستكشافية الأولى فلاترس، والتي وصلت إلى البحيرة في أبريل 1880. وجد زوار أوروبيون آخرون البحيرة جافة أو ممتلئة اعتمادًا على هطول الأمطار.

## موقعها
كانت البحيرة إلى الشرق من طاسيلي ناجر. البحيرة 120 كيلومترا (75 ميلا) من غات، ليبيا. جاءت البعثة الاستكشافية فلاتر إليها عند السفر جنوب شرق وادي إراررير المشجر جيدًا إلى النقطة التي انضمت فيها إلى وادي تيجوجيلت ، بالقرب من تاجينوت. عند هذه النقطة، المياه الفائضة في تيجوجيلت خلال موسم الأمطار تصب في بحيرة مينغو. تقع بحيرة مينغو على الشاطئ الشمالي للوادي الذي يحمل نفس الاسم.  صفيحة المياه محاطة بدائرة تحيط بها كثبان عالية بجانب وادي تجوجلت، أحد ثراء وادي إغغرغر.

## رحلة بول فلاترس
غادرت أول بعثة فلاتر بسكرة في أوائل فبراير 1880 وسافرت جنوبا عن طريق تقرت وورقلة وعين الطيبة وتماسينين. نزلت البعثة على ضفاف بحيرة مينغو في 16 أبريل 1880. في ذلك الوقت، كانت البحيرة تبلغ حوالي 1100 × 100 ياردة (1006 × 91 م)، مع وجود جداول مهدبة بطرف سفلي ونباتات مزهرة على جانبها الجنوبي. كانت الشواطئ الأخرى منخفضة وطينية. ووجدوا كلارياس لازيرا صفراء العينين (القرموط الأفريقي حاد الأسنان) في البحيرة. سبح أعضاء البعثة في البحيرة، واصطادوا خمس أسماك، يبلغ طول أطولها قدمين (0.61 م).بالقرب من بحيرة مينغو في وادي إغرقرن، عثرت البعثة على مقبرتين حجريتين مزدوجتين محاطين بجدار دائري يبلغ قطره حوالي 9 أمتار (30 قدمًا)، مع وجود فجوة في الجدار باتجاه الشرق. لم يتمكن الطوارق من تقديم أي معلومات عن المقابر.  مع قلة المؤن وإظهار العداء للسكان المحليين، قرر فلاترز العودة بنفس الطريق.
أفاد أحد أعضاء بعثة فلاترز أن:
| بحيرة مينغو | كان الماء حلوًا، ولكنه قليل الملوحة في الجزء الغربي، حيث ترسبت الرواسب بفعل شكل تيجوجلت الضحلة، حيث تتركز المكونات المالحة للماء بفعل الشمس. جزيرة صغيرة فيها كان يتردد عليها القنص، مالك الحزين، وطيور شبه مائية أخرى. ولوحظت العديد من الأسماك في مياهها، بما في ذلك، كف وكلارياس ليزيرا. وفال.، وهو نوع من النيل وجد في مكان آخر في منطقة الطوارق بواسطة وفييه ب.عد بعض الصعوبة، تم الوصول إلى قاع البحيرة وقياسه ؛ بعد مغادرة الضفاف بفترة وجيزة، وصل طول الجانبين إلى 13 إلى 16 قدمًا، وفي اتجاه العرض الضيق الأوسط، تم العثور على شقوق بعمق 25 قدمًا. هذا الظرف الأخير، إضافة إلى حقيقة انخفاض درجة الحرارة بسرعة من الجانبين، وتأكيد الطوارق أن البحيرة لم تكن جافة أبدًا، على الرغم من اختلاف أحجامها وفقًا للموسم، أدى المؤلف إلى استنتاج مفاده أن هناك مصدرًا دائمًا العرض؛ وإلا فإنه من المحتمل أن يصنف مع البحيرات المؤقتة المجاورة (ساجن) الموجودة شمال تاجنوت، على طريق دفيرير من غدامس إلى رهات. | بحيرة مينغو |

## الرحلات اللاحقة
زار المستكشف الفرنسي غاستون ميري البحيرة عام 1893 بعد فترة طويلة من الجفاف، ووجدها جافة تمامًا. كان ميري أول مستكشف فرنسي يزور المنطقة منذ مذبحة حملة فلاتر الثانية. ورافق هو وغيلو خمسة جزائريين محليين. في بحيرة مينغو، التقى ميري ببعض رؤساء كيل أجر.
وجد أنطوان برنارد داتانو المياه في البحيرة عندما زارها في مارس 1894. كان ذلك في فترة ماطرة، وقد غمرت الأمطار في الأسابيع السابقة الوديان وحولت السهل إلى مستنقع واسع. كان على البعثة أن تتجنب طوابق الوادي وأن تسافر بصعوبة إلى الأرض المرتفعة. لم يستطع أتانوكس الاقتراب من البحيرة عن كثب، وأقام معسكره على بعد بضعة كيلومترات إلى الجنوب الغربي عند مصب وادي تيماتويت. أشار أتانوكس إلى أن العقيد فلاترز كان يعتقد أن البحيرة تغذيها من مصدر تحت الأرض، وأن هذا كان معقولاً على الرغم من جفاف البحيرة، حيث لم يكن هناك منسوب مائي دائم في المنطقة وبالتالي يمكن أن يجف المصدر. وذكر أن وادي إغارغارين بتربته الرملية والطينية يبدو أنه يتمتع بإمكانيات كبيرة للزراعة، وخاصة الحبوب. ستكون الآبار كافية للعثور على المياه من الأمطار التي تسقط أحيانًا في عدة سنوات متتالية. ومع ذلك، لم يمارس الطوارق الرحل الزراعة.